# Lista de Pokémon da geração VIII
Este artigo apenas destaca os conceitos básicos das espécies Pokémon. Para informações detalhadas sobre o universo, por favor consulte wiki sobre o assunto.

Logotipo internacional da franquia Pokémon.

A oitava geração (Geração VIII) da franquia Pokémon apresentou 96 criaturas fictícias, incluindo 89 introduzidos nos jogos da Nintendo Switch de 2019, Pokémon Sword e Shield, a partir da versão 1.3.0 e 7 outras criaturas introduzidos no jogo da Nintendo Switch de 2022, Pokémon Legends: Arceus. Os Pokémon iniciais de Pokémon Sword e Shield foram os primeiros da geração a serem revelados em 27 de fevereiro de 2019.
Uma mudança notável na oitava geração em comparação com as anteriores é que novos Pokémon e formas foram introduzidos por meio de patches de jogos, em vez de novos jogos.

## Design e desenvolvimento
Desenvolvimento de Pokémon Sword e Shield começou em 2016, imediatamente após o período de desenvolvimento de Pokémon Sun e Moon. A fase conceitual durou aproximadamente um ano e o processo de depuração continuou em 2019. Com a região de Galar, baseada na Grã-Bretanha, os Pokémon nativos inspiram-se na fauna, folclore e mitologia britânico. Os Pokémon lendários Zacian e Zamazenta são criaturas parecidas com lobos, inspirando-se em lobos que frequentemente aparecem na mitologia britânica. Design dos Pokémon iniciais giravam em torno da área em que seriam encontrados pelo personagem do jogador.
Pokémon Legends: Arceus apresenta a região de Hisui, baseada na ilha japonesa de Hokkaido no mundo real. A região de Hisui é uma releitura da região de Sinnoh dos jogos da Geração IV, ambientada no passado antes dos eventos desses jogos.
Como na geração anterior, versões redesenhadas de Pokémon lançados anteriormente ("Formas de Galar" e "Formas de Hisui") foram incluídas ao lado de novas criaturas.
Pela primeira vez, muitos novos Pokémon e formas regionais foram adicionados à geração por meio de patches de jogos, e não pelo lançamento de um novo jogo. A aquisição desses Pokémon requer a compra de um passe de conteúdo para download adicional separado do jogo base ou a utilização do recurso de troca no jogo. Outros patches adicionaram outras novas espécies, incluindo Pokémon lendários e míticos Kubfu, Urshifu e Zarude em junho de 2020 e Regieleki, Regidrago, Glastrier, Spectrier e Calyrex em outubro de 2020.

## Lista de Pokémon
| Nome em inglês | Nome em japonês                       | Número do Pokédex Nacional | Tipo      | Tipo       | Evoluem em                     |             |
| Nome em inglês | Nome em japonês                       | Número do Pokédex Nacional | Primário  | Secundário | Evoluem em                     |             |
| -------------- | ------------------------------------- | -------------------------- | --------- | ---------- | ------------------------------ | ----------- |
| Grookey        | Sarunori (サルノリ, Sarunori)         | 810                        | Planta    | Planta     | Thwackey (#811)                |             |
| Thwackey       | Bachinki (バチンキー, Bachinkī)       | 811                        | Planta    | Planta     | Rillaboom (#812)               |             |
| Rillaboom      | Goriranda (ゴリランダー, Gorirandā)   | 812                        | Planta    | Planta     | Não evoluem                    |             |
| Scorbunny      | Hibanny (ヒバニー, Hibanny)           | 813                        | Fogo      | Fogo       | Raboot (#814)                  |             |
| Raboot         | Rabifutto (ラビフット, Rabifutto)     | 814                        | Fogo      | Fogo       | Cinderace (#815)               |             |
| Cinderace      | Esuban (エースバーン, Ēsubān)         | 815                        | Fogo      | Fogo       | Não evoluem                    |             |
| Sobble         | Messon (メッソン, Messon)             | 816                        | Água      | Água       | Drizzile (#817)                |             |
| Drizzile       | Jimereon (ジメレオン, Jimereon)       | 817                        | Água      | Água       | Inteleon (#818)                |             |
| Inteleon       | Inteleon (インテレオン, Intereon)     | 818                        | Água      | Água       | Não evoluem                    |             |
| Skwovet        | Hoshigarisu (ホシガリス)              | 819                        | Normal    | Normal     | Greedent (#820)                |             |
| Greedent       | Yokubarisu (ヨクバリス)               | 820                        | Normal    | Normal     | Não evoluem                    |             |
| Rookidee       | Kokogara (ココガラ)                   | 821                        | Voador    | Voador     | Corvisquire (#822)             |             |
| Corvisquire    | Aogarasu (アオガラス)                 | 822                        | Voador    | Voador     | Corviknight (#823)             |             |
| Corviknight    | Armorga (アーマーガア)                | 823                        | Voador    | Metálico   | Não evoluem                    |             |
| Blipbug        | Satchimushi (サッチムシ)              | 824                        | Inseto    | Inseto     | Dottler (#825)                 |             |
| Dottler        | Redōmushi (レドームシ)                | 825                        | Inseto    | Psíquico   | Orbeetle (#826)                |             |
| Orbeetle       | Iorubu (イオルブ)                     | 826                        | Inseto    | Psíquico   | Não evoluem                    |             |
| Nickit         | Kusune (クスネ)                       | 827                        | Noturno   | Noturno    | Thievul (#828)                 |             |
| Thievul        | Fokusurai (フォクスライ)              | 828                        | Noturno   | Noturno    | Não evoluem                    |             |
| Gossifleur     | Himenka (ヒメンカ)                    | 829                        | Planta    | Planta     | Eldegoss (#830)                |             |
| Eldegoss       | Watashiraga (ワタシラガ)              | 830                        | Planta    | Planta     | Não evoluem                    |             |
| Wooloo         | Wooluu (ウールー)                     | 831                        | Normal    | Normal     | Dubwool (#832)                 |             |
| Dubwool        | Baiūrū (バイウールー)                 | 832                        | Normal    | Normal     | Não evoluem                    |             |
| Chewtle        | Kamukame (カムカメ)                   | 833                        | Água      | Água       | Drednaw (#834)                 |             |
| Drednaw        | Kajirigame (カジリガメ)               | 834                        | Água      | Pedra      | Não evoluem                    |             |
| Yamper         | Wanpachi (ワンパチ)                   | 835                        | Elétrico  | Elétrico   | Boltund (#836)                 |             |
| Boltund        | Parusuwan (パルスワン)                | 836                        | Elétrico  | Elétrico   | Não evoluem                    |             |
| Rolycoly       | Tandon (タンドン)                     | 837                        | Pedra     | Pedra      | Carkol (#838)                  |             |
| Carkol         | Toroggon (トロッゴン)                 | 838                        | Pedra     | Fogo       | Coalossal (#839)               |             |
| Coalossal      | Sekitanzan (セキタンザン)             | 839                        | Pedra     | Fogo       | Não evoluem                    |             |
| Applin         | Kajitchu (カジッチュ)                 | 840                        | Planta    | Dragão     | Flapple (#841) Appletun (#842) |             |
| Flapple        | Appuryū (アップリュー)                | 841                        | Planta    | Dragão     | Não evoluem                    |             |
| Appletun       | Taruppuru (タルップル)                | 842                        | Planta    | Dragão     | Não evoluem                    |             |
| Silicobra      | Sunahebi (スナヘビ)                   | 843                        | Terrestre | Terrestre  | Sandaconda (#844)              |             |
| Sandaconda     | Sadaija (サダイジャ)                  | 844                        | Terrestre | Terrestre  | Não evoluem                    |             |
| Cramorant      | Uu (ウッウ)                           | 845                        | Voador    | Água       | Não evoluem                    |             |
| Arrokuda       | Sashikamasu (サシカマス)              | 846                        | Água      | Água       | Barraskewda (#847)             |             |
| Barraskewda    | Kamasujō (カマスジョー)               | 847                        | Água      | Água       | Não evoluem                    |             |
| Toxel          | Erezun (エレズン)                     | 848                        | Venenoso  | Elétrico   | Toxtricity (#849)              |             |
| Toxtricity     | Sutorindā (ストリンダー)              | 849                        | Venenoso  | Elétrico   | Não evoluem                    |             |
| Sizzlipede     | Yakude (ヤクデ)                       | 850                        | Inseto    | Fogo       | Centiskorch (#851)             |             |
| Centiskorch    | Maruyakude (マルヤクデ)               | 851                        | Inseto    | Fogo       | Não evoluem                    |             |
| Clobbopus      | Tatacco (タタッコ)                    | 852                        | Lutador   | Lutador    | Grapploct (#853)               |             |
| Grapploct      | Otosupasu (オトスパス)                | 853                        | Lutador   | Lutador    | Não evoluem                    |             |
| Sinistea       | Yabacha (ヤバチャ)                    | 854                        | Fantasma  | Fantasma   | Polteageist (#855)             |             |
| Polteageist    | Potdeath (ポットデス)                 | 855                        | Fantasma  | Fantasma   | Não evoluem                    |             |
| Hatenna        | Miburimu (ミブリム)                   | 856                        | Psíquico  | Psíquico   | Hattrem (#857)                 |             |
| Hattrem        | Teburimu (テブリム)                   | 857                        | Psíquico  | Psíquico   | Hatterene (#858)               |             |
| Hatterene      | Burimuon (ブリムオン)                 | 858                        | Psíquico  | Fada       | Não evoluem                    |             |
| Impidimp       | Berobā (ベロバー)                     | 859                        | Noturno   | Fada       | Morgrem (#860)                 |             |
| Morgrem        | Gimō (ギモー)                         | 860                        | Noturno   | Fada       | Grimmsnarl (#861)              |             |
| Grimmsnarl     | Ōronge (オーロンゲ)                   | 861                        | Noturno   | Fada       | Não evoluem                    |             |
| Obstagoon      | Tachifusaguma (タチフサグマ)          | 862                        | Noturno   | Normal     | Não evoluem                    |             |
| Perrserker     | Nyaikingu (ニャイキング)              | 863                        | Metálico  | Metálico   | Não evoluem                    |             |
| Cursola        | Sanigōn (サニゴーン)                  | 864                        | Fantasma  | Fantasma   | Não evoluem                    |             |
| Sirfetch'd     | Negigaknight (ネギガナイト)           | 865                        | Lutador   | Lutador    | Não evoluem                    |             |
| Mr. Rime       | Barikōru (バリコオル)                 | 866                        | Psíquico  | Gelo       | Não evoluem                    |             |
| Runerigus      | Desubān (デスバーン)                  | 867                        | Terrestre | Fantasma   | Não evoluem                    |             |
| Milcery        | Mahomiru (マホミル)                   | 868                        | Fada      | Fada       | Alcremie (#869)                |             |
| Alcremie       | Mawhip (マホイップ)                   | 869                        | Fada      | Fada       | Não evoluem                    |             |
| Falinks        | Tairētsu (タイレーツ)                 | 870                        | Lutador   | Lutador    | Não evoluem                    |             |
| Pincurchin     | Bachin'uni (バチンウニ)               | 871                        | Elétrico  | Elétrico   | Não evoluem                    |             |
| Snom           | Yukihami (ユキハミ)                   | 872                        | Inseto    | Gelo       | Frosmoth (#873)                |             |
| Frosmoth       | Mosunō (モスノー)                     | 873                        | Inseto    | Gelo       | Não evoluem                    |             |
| Stonjourner    | Ishihenjin (イシヘンジン)             | 874                        | Pedra     | Pedra      | Não evoluem                    |             |
| Eiscue         | Kōrippo (コオリッポ)                  | 875                        | Gelo      | Gelo       | Não evoluem                    |             |
| Indeedee       | Iessan (イエッサン)                   | 876                        | Psíquico  | Normal     | Não evoluem                    |             |
| Morpeko        | Morpeko (モルペコ)                    | 877                        | Elétrico  | Noturno    | Não evoluem                    |             |
| Cufant         | Zōdō (ゾウドウ)                       | 878                        | Metálico  | Metálico   | Copperajah (#879)              |             |
| Copperajah     | Daiōdō (ダイオウドウ)                 | 879                        | Metálico  | Metálico   | Não evoluem                    |             |
| Dracozolt      | Patchiragon (パッチラゴン)            | 880                        | Elétrico  | Dragão     | Não evoluem                    |             |
| Arctozolt      | Patchirudon (パッチルドン)            | 881                        | Elétrico  | Gelo       | Não evoluem                    |             |
| Dracovish      | Uonoragon (ウオノラゴン)              | 882                        | Água      | Dragão     | Não evoluem                    |             |
| Arctovish      | Uochirudon (ウオチルドン)             | 883                        | Água      | Gelo       | Não evoluem                    |             |
| Duraludon      | Duraludon (ジュラルドン)              | 884                        | Metálico  | Dragão     | Não evoluem                    |             |
| Dreepy         | Dorameshiya (ドラメシヤ)              | 885                        | Dragão    | Fantasma   | Drakloak (#886)                |             |
| Drakloak       | Doronchi (ドロンチ)                   | 886                        | Dragão    | Fantasma   | Dragapult (#887)               |             |
| Dragapult      | Doraparuto (ドラパルト)               | 887                        | Dragão    | Fantasma   | Não evoluem                    |             |
| Zacian         | Zacian (ザシアン, Zacian)             | 888                        | Fada      | Fada       | Não evoluem                    |             |
| Zacian         | Zacian (ザシアン, Zacian)             | 888                        | Fada      | Metálico   | Não evoluem                    |             |
| Zamazenta      | Zamazenta (ザマゼンタ, Zamazenta)     | 889                        | Lutador   | Lutador    | Não evoluem                    |             |
| Zamazenta      | Zamazenta (ザマゼンタ, Zamazenta)     | 889                        | Lutador   | Metálico   | Não evoluem                    |             |
| Eternatus      | Mugendaina (ムゲンダイナ, Mugendaina) | 890                        | Venenoso  | Dragão     | Não evoluem                    |             |
| Kubfu          | Dakuma (ダクマ)                       | 891                        | Lutador   | Lutador    | Urshifu (#892)                 |             |
| Urshifu        | Ūraosu (ウーラオス)                   | 892                        | Lutador   | Noturno    | Não evoluem                    |             |
| Urshifu        | Ūraosu (ウーラオス)                   | 892                        | Lutador   | Água       | Não evoluem                    |             |
| Zarude         | Zarūdo (ザルード)                     | 893                        | Noturno   | Planta     | Não evoluem                    |             |
| Regieleki      | Rejiereki (レジエレキ)                | 894                        | Elétrico  | Elétrico   | Não evoluem                    |             |
| Regidrago      | Rejidorago (レジドラゴ)               | 895                        | Dragão    | Dragão     | Não evoluem                    |             |
| Glastrier      | Burizaposu (ブリザポス)               | 896                        | Gelo      | Gelo       | Não evoluem                    |             |
| Spectrier      | Reisuposu (レイスポス)                | 897                        | Fantasma  | Fantasma   | Não evoluem                    |             |
| Calyrex        | Badorekkusu (バドレックス)            | 898                        | Psíquico  | Planta     | Não evoluem                    | Não evoluem |
| Calyrex        | Badorekkusu (バドレックス)            | 898                        | Psíquico  | Gelo       | Não evoluem                    | Não evoluem |
| Calyrex        | Badorekkusu (バドレックス)            | 898                        | Psíquico  | Fantasma   | Não evoluem                    | Não evoluem |
| Wyrdeer        | Ayashishi (アヤシシ)                  | 899                        | Normal    | Psíquico   | Não evoluem                    |             |
| Kleavor        | Basagiri (バサギリ)                   | 900                        | Inseto    | Pedra      | Não evoluem                    |             |
| Ursaluna       | Gachiguma (ガチグマ)                  | 901                        | Normal    | Terrestre  | Não evoluem                    |             |
| Basculegion    | Idaitou (イダイトウ)                  | 902                        | Água      | Fantasma   | Não evoluem                    |             |
| Sneasler       | Ōnyūra (オオニューラ)                 | 903                        | Venenoso  | Lutador    | Não evoluem                    |             |
| Overqwil       | Harīman (ハリーマン)                  | 904                        | Noturno   | Venenoso   | Não evoluem                    |             |
| Enamorus       | Rabutorosu (ラブトロス)               | 905                        | Fada      | Voador     | Não evoluem                    |             |

### Formas de Galar
| Nome em inglês | Nome em japonês                     | Número do Pokédex Nacional | Tipo(s)   | Tipo(s)    | Evoluem em                     |
| Nome em inglês | Nome em japonês                     | Número do Pokédex Nacional | Primário  | Secundário | Evoluem em                     |
| -------------- | ----------------------------------- | -------------------------- | --------- | ---------- | ------------------------------ |
| Meowth         | Nyarth (ニャース, Nyarth)           | 052                        | Metálico  | Metálico   | Perrserker (#863)              |
| Ponyta         | Ponyta (ポニータ, Ponyta)           | 077                        | Psíquico  | Psíquico   | Rapidash (#078)                |
| Rapidash       | Gallop (ギャロップ, Gallop)         | 078                        | Psíquico  | Fada       | Não evoluem                    |
| Slowpoke       | Yadon (ヤドン, Yadon)               | 079                        | Psíquico  | Psíquico   | Slowbro (#080) Slowking (#199) |
| Slowbro        | Yadoran (ヤドラン, Yadoran)         | 080                        | Venenoso  | Psíquico   | Não evoluem                    |
| Farfetch'd     | Kamonegi (カモネギ, Kamonegi)       | 083                        | Lutador   | Lutador    | Sirfetch'd (#865)              |
| Weezing        | Matadogas (マタドガス, Matadogas)   | 110                        | Venenoso  | Fada       | Não evoluem                    |
| Mr. Mime       | Barrierd (バリヤード, Barrierd)     | 122                        | Psíquico  | Gelo       | Mr. Rime (#866)                |
| Articuno       | Freezer (フリーザー, Furīzā)        | 144                        | Psíquico  | Voador     | Não evoluem                    |
| Zapdos         | Thunder (サンダー, Sandā)           | 145                        | Lutador   | Voador     | Não evoluem                    |
| Moltres        | Fire (ファイヤー, Faiyā)            | 146                        | Noturno   | Voador     | Não evoluem                    |
| Slowking       | Yadoking (ヤドキング, Yadokingu)    | 199                        | Venenoso  | Psíquico   | Não evoluem                    |
| Corsola        | Sunnygo (サニーゴ, Sunnygo)         | 222                        | Fantasma  | Fantasma   | Cursola (#864)                 |
| Zigzagoon      | Jiguzaguma (ジグザグマ, Jiguzaguma) | 263                        | Noturno   | Normal     | Linoone (#264)                 |
| Linoone        | Massuguma (マッスグマ, Massuguma)   | 264                        | Noturno   | Normal     | Obstagoon (#862)               |
| Darumaka       | Darumakka (ダルマッカ, Darumakka)   | 554                        | Gelo      | Gelo       | Darmanitan (#555)              |
| Darmanitan     | Hihidaruma (ヒヒダルマ, Hihidaruma) | 555                        | Gelo      | Gelo       | Não evoluem                    |
| Darmanitan     | Hihidaruma (ヒヒダルマ, Hihidaruma) | 555                        | Gelo      | Fogo       | Não evoluem                    |
| Yamask         | Desumasu (デスマス, Desumasu)       | 562                        | Terrestre | Fantasma   | Runerigus (#867)               |
| Stunfisk       | Maggyo (マッギョ, Maggyo)           | 618                        | Terrestre | Metálico   | Não evoluem                    |

### Formas de Hisui
| Nome em inglês | Nome em japonês                     | Número do Pokédex Nacional | Tipo(s)  | Tipo(s)    | Evoluem em       |
| Nome em inglês | Nome em japonês                     | Número do Pokédex Nacional | Primário | Secundário | Evoluem em       |
| -------------- | ----------------------------------- | -------------------------- | -------- | ---------- | ---------------- |
| Growlithe      | Gardie (ガーディ, Gādi)             | 058                        | Fogo     | Pedra      | Arcanine (#59)   |
| Arcanine       | Windie (ウインディ, Windie)         | 059                        | Fogo     | Pedra      | Não evoluem      |
| Voltorb        | Biriridama (ビリリダマ, Biriridama) | 100                        | Elétrico | Planta     | Electrode (#101) |
| Electrode      | Marumine (マルマイン, Marumine)     | 101                        | Elétrico | Planta     | Não evoluem      |
| Typhlosion     | Bakphoon (バクフーン, Bakufūn)      | 157                        | Fogo     | Fantasma   | Não evoluem      |
| Qwilfish       | Harysen (ハリーセン, Harīsen)       | 211                        | Noturno  | Venenoso   | Overqwil (#904)  |
| Sneasel        | Nyula (ニューラ, Nyūra)             | 215                        | Lutador  | Venenoso   | Sneasler (#903)  |
| Samurott       | Daikenki (ダイケンキ, Daikenki)     | 503                        | Água     | Noturno    | Não evoluem      |
| Lilligant      | Dredear (ドレディア, Doredia)       | 549                        | Planta   | Lutador    | Não evoluem      |
| Zorua          | Zoroa (ゾロア, Zoroa)               | 570                        | Normal   | Fantasma   | Zoroark (#571)   |
| Zoroark        | Zoroark (ゾロアーク, Zoroāku)       | 571                        | Normal   | Fastama    | Não evoluem      |
| Braviary       | Warrgle (ウォーグル, Wōguru)        | 628                        | Psíquico | Voador     | Não evoluem      |
| Sliggoo        | Numeil (ヌメイル, Numeiru)          | 705                        | Metálico | Dragão     | Goodra (#706)    |
| Goodra         | Numelgon (ヌメルゴン, Numerugon)    | 706                        | Metálico | Dragão     | Não evoluem      |
| Avalugg        | Crebase (クレベース, Kurebēsu)      | 713                        | Gelo     | Pedra      | Não evoluem      |
| Decidueye      | Junaiper (ジュナイパー, Junaipā)    | 724                        | Planta   | Lutador    | Não evoluem      |